# Айнщайний
Айнщайний е химичен елемент, който не се среща в природата. Кръстен е на Айнщайн. Намира се в седмия период на периодичната таблица и е класифициран като актинид. Атомният му номер е 99, означава се с Es и има 14 изотопа. Единственото му приложение е като мишена за синтезиране на следващите елементи. Елементът е радиоактивен. Степените му на окисление (валентността) са 4 и 3, като 3 е най-характерната степен. Има относителна атомна маса около 252.
Открит е заедно с химичния елемент фермий при взривяването на термоядрената бомба „Майк“ в южната част на Тихия океан на 1 ноември 1952 г., върху изчезналия впоследствие коралов остров Елугалъб. Идентифициран е от Албърт Гиорсо и сътрудници в Бъркли. Материалът за изследване е бил първоначално събиран от брониран безпилотен самолет, летящ през облаците от радиоактивната експлозия. Получен е в процеса на взрива, като 238U е облъчен с 15 неутрона. Получава се свръхтежък 253U, който след последователни бета-разпадания се превръща в 255Es.